# Void of Value
Void of Value är det svenska rockbandet Satirnines första och enda studioalbum, utgivet 2003 på White Jazz Records.
Låten "Ambivalent Song" användes 2004 i filmerna Hip hip hora! och Fröken Sverige.

## Låtlista
1. "Ambivalent Song"
2. "Hey No Hell"
3. "Make Your Move"
4. "Mess"
5. "Violence"
6. "Temptations"
7. "Piece of Advice"
8. "Shape of a Gun"
9. "Copycat"
10. "Back Off"
11. "Do I Know You"
12. "Grind You Once Again"

## Mottagande
Void of Value snittar på 3,1/5 på Kritiker.se, baserat på fyra recensioner. Av dessa var Dagensskiva och Svenska Dagbladet positiva, medan Expressen och Nöjesguiden var negativa.

### Fotnoter
1. ↑  ”Void of Value”. Discogs.com. http://www.discogs.com/Satirnine-Void-Of-Value/release/3122644. Läst 12 maj 2012.
2. ↑  ”Satirnine”. Svensk filmdatabas. http://smdb.kb.se/catalog/search?q=satirnine&x=0&y=0. Läst 12 maj 2012.
3. ↑  ”Void of Value”. Discogs.com. http://kritiker.se/skivor/recension/?skiva=Satirnine__-__Void_Of_Value. Läst 12 maj 2012.